# Ганиська (округ Кошиці-околиця)
Ганиська (словац. Haniska) — село в окрузі Кошиці-околиця Кошицького краю Словаччини. Площа села 17,29 км². Станом на 31 грудня 2016 року в селі проживало 1480 жителів.

## Історія
Перші згадки про село датуються 1267 роком.

## Географія
Протікає Белжанський потік.

## Населення
| Рік:            | 1994. | 2004.   | 2014.   | 2024.   |
| --------------- | ----- | ------- | ------- | ------- |
| Кількість осіб: | 1323  | 1365    | 1474    | 1572    |
| Різниця:        |       | +3,17 % | +7,98 % | +6,64 % |

| Рік:            | 2023. | 2024.   |
| --------------- | ----- | ------- |
| Кількість осіб: | 1557  | 1572    |
| Різниця:        |       | +0,96 % |